# タンポポ (合唱曲)
タンポポは、作詞蓬萊泰三、作曲松下耕の合唱曲。平成10年度NHK全国学校音楽コンクール中学校の部課題曲。
女声三部と混声三部がある。
冒頭部はア・カペラで、完全五度の音階で構成されている。